# 東郷村 (鳥取県東伯郡)
東郷村（とうごうそん）はかつて鳥取県中部東伯郡に属していた村。なお、同時期に同じ鳥取県内の気高郡にも同名の東郷村が存在していた。

## 概要
1940年（昭和15年）当時の世帯数は485世帯、人口は2604人。1889年（明治22年）10月1日、町村制実施により河村郡（当時）の久見・中興寺・高辻・方面（かたも）・川上・別所・引地（ひきじ）・田畑（たばたけ）・国信・小鹿谷（おしかだに）の10ヶ村が合併して成立した。隣接する松崎村と東郷村・松崎村組合を設立していた。また、同村引地地内に1872年（明治5年）に温泉が湧いているのが発見され浴槽が設置された。1904年（明治37年）の鉄道開通に伴い松崎駅周辺（注・下記参照）には旅館街が形成された。明治末期よりこの地の特産品である梨栽培が本格化し、二十世紀梨をはじめとする各種梨が鉄道を利用して全国に出荷されていた。

## 松崎駅と駅周辺の所属
松崎駅周辺は地籍上、東郷村内に立地するが明治期に駅周辺に移住した者の多くが松崎村出身者であったため当時より「松崎」と呼ばれており、松崎村の一部ともされていた。しかし、地籍上は東郷村であるため駅名の変更問題が起こることとなった。現在も一部地域は地籍上は大字・中興寺（東郷地区）の地内であるが松崎地区（現在は独立して旭となっており、松崎・龍島〔りゅうとう〕とともに松崎地区を構成している）に属しているという状態のままである。

## 沿革
- 1889年（明治22年）10月1日 - 町村制施行により河村郡引地村・小鹿谷村・田畑村・国信村・別所村・方面村・高辻村・川上村・中興寺村・久見村の区域をもって東郷村が発足。旧村名を継承した10大字を編成。
- 1896年（明治29年）4月1日 - 河村郡・久米郡・八橋郡が合併して東伯郡が成立。東伯郡東郷村となる。
- 1897年（明治30年）9月 - 東郷尋常小学校に高等科が設置される。
- 1906年（明治39年） - 東郷園芸組合が発足する。
- 1909年（明治42年）9月 - 東郷青年会が創立される。
- 1910年（明治43年）11月 - 東郷村在郷軍人会が発足する。
- 1911年（明治44年） - 松崎駅の駅名を改称する問題が松崎・東郷両村の間で起こる[1]。
- 1921年（大正10年） - 東郷園芸組合が二十世紀梨を東京市場に初出荷する。
- 1938年（昭和13年）10月 - 東郷尋常高等小学校郷土室、「東郷村郷土読本」を刊行する。
- 1942年（昭和17年）3月31日 - 5ヵ村組合立東郷実科専修学校が開校する。
- 1944年（昭和19年） - 東郷村農業会が設立される。
- 1946年（昭和21年）12月 - 東郷村公民館が設置される。
- 1947年（昭和22年）4月29日 - 東郷村・松崎村・舎人村の3ヵ村組合立東郷中学校の開校式が行われる。
- 1951年（昭和26年）3月31日 - 東郷村・松崎村の合併による東郷松崎町が発足。同日東郷村廃止。

## 行政
歴代村長については東郷村・松崎村組合を参照。

## 交通
- 山陰本線：松崎駅